# Intrigue (film 1917)
Intrigue è un film muto del 1917 diretto da John S. Robertson.

## Produzione
Il film fu prodotto dalla Vitagraph Company of America (come A Blue Ribbon Feature).

## Distribuzione
Distribuito dalla Greater Vitagraph (V-L-S-E), il film uscì nelle sale cinematografiche statunitensi il 26 febbraio 1917.